# Otter (schip)
De otter (of otterschip) is een zeilende vrachtvaarderklasse voor de binnenvaart van Belgische afkomst.
Het is een fraaie, zwaargebouwde versie van de hektjalk uit het begin van de 19e eeuw.

## Geschiedenis
De eerste vermelding van het otterschip dateert uit 1645 (gemeentearchief Bergen op Zoom). Het otterschip is in feite de Belgische versie van de tjalk, maar in tegenstelling tot zijn Nederlandse soortgenoten werden de Belgische otters uitsluitend uit hout gebouwd. Na de overstap van houten naar ijzeren scheepsbouw aan het einde van de 19e eeuw werden otters niet meer gebouwd.
Tegen de jaren dertig waren de otterschepen bijna volledig uitgestorven. De otters werden voor het langst in Antwerpen gebruikt, waar dergelijke schepen tot 1951 door de stadsreinigingsdienst voor het vervoer van fecaliën gebruikt werden. Toepasselijk werden ze beerotters genoemd (naar analogie met beerput).

## Kenmerken
De otter kenmerkt zich door een zwaar rond voorschip, met iets meer diepgang dan de achterzijde, iets wat niet vreemd was voor de Zeeuwse typen. De steven was gekromd en eindigde in een punt. *Zij waren gedekt met ronde luiken. De tuigage was meestal het staande gaffeltuig, met een topzeil, dat bijna gelijk is aan het zogenoemde schoenertuig, of aan de zogenoemde gaffelaars. Ook is er een druilmastje bij het roer.
Het schip was hoekiger van bouw, met minder zeeg dan de poon en laat aldus de ontwikkeling zien naar de Belgische kanaalschepen als de baquet en kast.

## Afmetingen
Het otterschip van 16 à 30 meter lang en kon 70 à 180 ton vracht vervoeren. In het boek Schepen die verdwijnen worden volgende afmetingen van een van otterschepen gegeven: lengte 18,5 m, breedte buitenzijde berghout 5,15 m, holte onder het dek bij de mast 2,04 m, maar doordat het voordek van het schip sterk opliep, bedroeg de holte vooraan 2,27 m.